# 숨이 막힌 도베르만

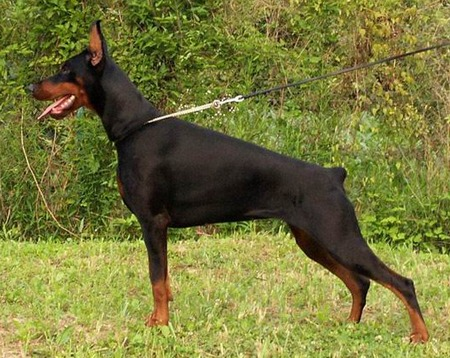
독일 품종의 도베르만.

숨이 막힌 도베르만은 미국의 유명한 도시전설 중 하나이다. 이는 1970년대에서 1980년대에 유명해졌는데, 민속학자들은
이 전설이 더 오래전(르네상스 시대) 유럽의 민담중 서투른 도둑이 집에서 물건을 훔치다 손을 잘려 그의 범죄가 잘린 손가락때문에 발견되는 이야기로부터 전래되었다고 주장하기도 한다.

## 이야기
여자가 친구와 저녁 외식을 하고 집에 돌아왔다. 그런데 애완견인 도베르만이 현관에 숨을 쉬지 않고 쓰러져있는 것이다. 당황해서 도베르만을 데리고 동물병원으로 갔다. 수의사는 도베르만이 기관절제술을 받아야 하니 수술이 끝나는 대로 전화주겠다고 말했다. 집에 도착하자 수의사가 전화를 하여 빨리 집 밖으로 나가라 했다. 전화를 받은 뒤 황급히 나가 이웃집에 갔는데 이윽고 경찰과 수의사가 함께 왔다. 그리고 경찰은 장롱에 숨어있던 도둑을 발견해 붙잡았다. 수의사는 도베르만 목 속에 사람 손가락 3개가 있어서 황급히 신고했다고 얘기했다. 수의사 말대로 도둑은 피를 흘리며 밖으로 나왔다.
다른 버전에서는 도둑이 여성이 전화를 받고 나가기 직전 죽이는 버전도 있다.

## 참조
1. 1 2 3  The choking doberman and other new urban legends by Jan Harold Brunvand

## 같이 보기
- 도시전설
- 도베르만